# Dellamorte Dellamore (film)
Dellamorte Dellamore è un film del 1994 diretto da Michele Soavi, tratto dall'omonimo romanzo di Tiziano Sclavi.

## Trama
Francesco Dellamorte lavora come becchino nel cimitero della piccola cittadina di Buffalora, isolato dal resto del mondo e privo di vita sociale, godendo unicamente della compagnia del suo aiutante Gnaghi, il quale presenta una disabilità mentale ed è incapace di esprimersi a parole (dice solamente: "Gna"). Spesso parla al telefono con Franco, un impiegato comunale suo ex compagno di banco. Da qualche tempo una strana "epidemia" si è diffusa nel cimitero: alcuni defunti entro sette giorni dal decesso ritornano in vita. Francesco li chiama perciò "ritornanti", e si trova costretto a neutralizzarli distruggendogli la testa (con un attrezzo o un colpo di pistola), per poi seppellirli nuovamente, onde evitare che in paese ci si possa accorgere della cosa, per paura di perdere il posto. Per passare il tempo adora leggere vecchi elenchi del telefono, cancellando a penna i nomi dei cittadini deceduti nel frattempo, inoltre tenta continuamente di assemblare (senza però mai riuscirci) un modellino di teschio. La sua vita monotona viene scossa dall'incontro con una vedova, recatasi al cimitero per visitare la tomba del marito, della quale Francesco si infatua.
I due si ritrovano, grazie all'attrazione di lei per il macabro ossario del cimitero, a baciarsi e fare l'amore proprio sulla tomba del defunto marito di lei, e a un certo punto quest'ultimo si risveglia improvvisamente e la ferisce, facendole perdere i sensi, prima di essere ucciso per la seconda volta da Francesco. In seguito la donna viene dichiarata morta, ma in attesa di sepoltura si risveglia, così Francesco intuisce che è ormai diventata anche lei una "ritornante" e le spara, uccidendola.
In seguito ai misteriosi avvenimenti verificatisi nel cimitero, viene chiamato a investigare sulla vicenda l'ingenuo commissario Straniero; ne avverranno, nel frattempo, molti altri.
In seguito, la vedova precedentemente sepolta si sveglia per la seconda volta, aggredendo Francesco. Appare così chiaro che prima che lui la uccidesse non era ancora defunta, ma solo caduta in uno stato di morte apparente. Viene poi neutralizzata definitivamente da Gnaghi.
Qualche tempo dopo, Francesco incontra la Morte in persona, che gli dice di smetterla di «uccidere i morti», e piuttosto di sparare in testa direttamente alle persone vive, evitando così di subirne la persecuzione una volta decedute. Da questo momento, Francesco inizia a perdere il contatto con la realtà, a non distinguere più la vita dalla morte, e comincia a uccidere a partire da un gruppo di ragazzi che talvolta si facevano beffa di lui, sparandogli una notte nel bel mezzo della piazza.
Dellamorte, in seguito, incontra e si innamora di altre due donne ancora, misteriosamente identiche alla vedova. 
In seguito ad altre sconfortanti delusioni e disavventure, Francesco decide di andare via per sempre da Buffalora insieme a Gnaghi, per sfuggire a una realtà che non riesce ad accettare, e i due si mettono in viaggio quella stessa mattina.
Mentre è alla guida dell'auto nella galleria, Francesco viene abbagliato da una forte luce proveniente dall'uscita del tunnel e frena bruscamente ferendo Gnaghi alla testa. A questa scena segue uno spiazzante ed enigmatico finale: si fermano sul ciglio della strada, che risulta "tagliato", con solo un precipizio, e dove la bara di Gnaghi cade nel lago sottostante. Dellamorte capisce che Buffalora non ha confini e non si può uscire da essa. Gnaghi lo raggiunge ferito e semisvenuto, e Dellamorte si accinge a sparargli per porre fine alle sue sofferenze, ma non riesce in quanto troppo affezionato all'amico. Questi si risveglia e getta la pistola nel vuoto, poi chiede a Dellamorte se può riportarlo a casa (parlando per la prima volta), e questi risponde dicendo "Gna", mentre nella zona circostante inizia a nevicare. Il film termina con un'immagine di due modellini di Dellamorte e Gnaghi, sul ciglio del precipizio e davanti alla galleria autostradale, dentro una palla di vetro con neve.

## Produzione
Le scene del film si sono concentrate nella quasi interezza nel comune di Guardea (TR), in particolare nel centro storico del paese e nel cimitero storico monumentale. Le scene esterne al cimitero, invece, sono state girate nel piccolo paese di Arsoli, nella provincia di Roma.
Il regista Michele Soavi, a proposito del suo film, ha dichiarato:
Il film è caratterizzato, infatti, da una forte dose di umorismo nero, e grande importanza riveste la componente scenografica, che valse alla pellicola il premio David di Donatello per la migliore scenografia del 1994.

## Accoglienza
Al momento della sua uscita il film ricevette critiche miste, ma esso è stato in parte rivalutato col tempo.  Sull'aggregatore di recensioni Rotten Tomatoes, il 63% dei 32 critici intervistati ha dato al film una recensione positiva; la valutazione media è 6,20/10. Il consenso del sito recita: "Dellamorte Dellamore frustrerà gli spettatori che cercano coesione o coerenza narrativa, ma questo tipo surreale di umorismo e horror dovrebbe soddisfare i fan dei film di serie B in vena di stranezze". Nelle recensioni più moderne, Bloody Disgusting lo ha valutato con 5/5 stelle e lo ha definito "uno dei più grandi film cult degli ultimi vent'anni". Joshua Siebalt di Dread Central lo ha valutato con 4/5 stelle e ha scritto che la regia di Soavi e l'umorismo del film lo rendono diverso e memorabile. Il regista Martin Scorsese ha definito la pellicola "uno dei migliori film italiani degli anni '90".

## Riconoscimenti
- 1995 - Festival internazionale del film fantastico di Gérardmer
  - Premio della giuria
  - premio del pubblico
- David di Donatello 1994
  - Migliore scenografia a Antonello Geleng
- Ciak d'oro 1994
  - Migliore scenografia a Antonello Geleng[6]